# Meccano (entreprise)
Pour les articles homonymes, voir Meccano (homonymie).
 (août 2010).
Si vous disposez d'ouvrages ou d'articles de référence ou si vous connaissez des sites web de qualité traitant du thème abordé ici, merci de compléter l'article en donnant les références utiles à sa vérifiabilité et en les liant à la section « Notes et références ».
Meccano Inc. est une société américaine, active entre 1913 et 1933, spécialisée dans la fabrication et la commercialisation des pièces de Meccano. Erector est fondée aux États-Unis par Alfred Carlton Gilbert en 1912. Une usine pour la fabrication du Meccano est ouverte en 1922 à Elisabeth New Jersey.

## Histoire
La société américaine Meccano qui appartenait à Joshua Lionel Cowan (des trains Lionel) est acquise par A. C. Gilbert en 1928. L'usine Meccano ferme vers 1930 et la production déplacée à l'usine Erector à New-Haven dans le Connecticut où la production des boîtes Meccano continue pendant quelques années et où la Marque a été utilisée pour quelques autres jouets. Les boîtes Meccano sont produites jusqu'en 1938.
Gilbert prend sa retraite en 1954 et laisse l'affaire à son fils A. C. Junior. La société avait du mal à cause de la course à l'espace et à sa lenteur à sortir de nouveaux produits. À sa mort en 1961, la société est rachetée par le Groupe Jack Wrather. Erector était toujours un des principaux jouets mais les pièces sont modifiées et la société fait faillite en 1967. La société AVA International publie dans le Meccano Magazine d'avril 1973 qu'elle a été choisie comme importateur exclusif de tous les produits Meccano aux États-Unis.
La partie Erector de l'affaire est vendue à Gabriel Industries. Gabriel continua de vendre les boîtes Erector sous la marque Gilbert jusqu'en 1976 où le nom Gilbert est supprimé et où la marque devient Gabriel Erector. En 1978 la Société Gabriel est reprise par la Columbia Broadcasting Corporation et les boîtes sont vendues comme Gabriel CBS Toys. Vers 1952 le nom de la Division Gabriel est supprimé et la marque sur les boîtes est CBS Toys avec le logo d'Ideal. En 1984 CBS vend la Société Ideal et Erector à GAF View-Master. Les droits (marque et copies) sont à View-Master Ideal Group Inc.
En 1989, Meccano SN de Calais rachète les droits à la marque Erector aux États-Unis et a diffusé des boîtes Meccano-Erector sur le marché américain.
Le 21 février 2023, le groupe canadien Spin Master, propriétaire de l'usine Meccano de Calais, annonce la fermeture définitive du site d'ici 2024.